# 10분 규칙

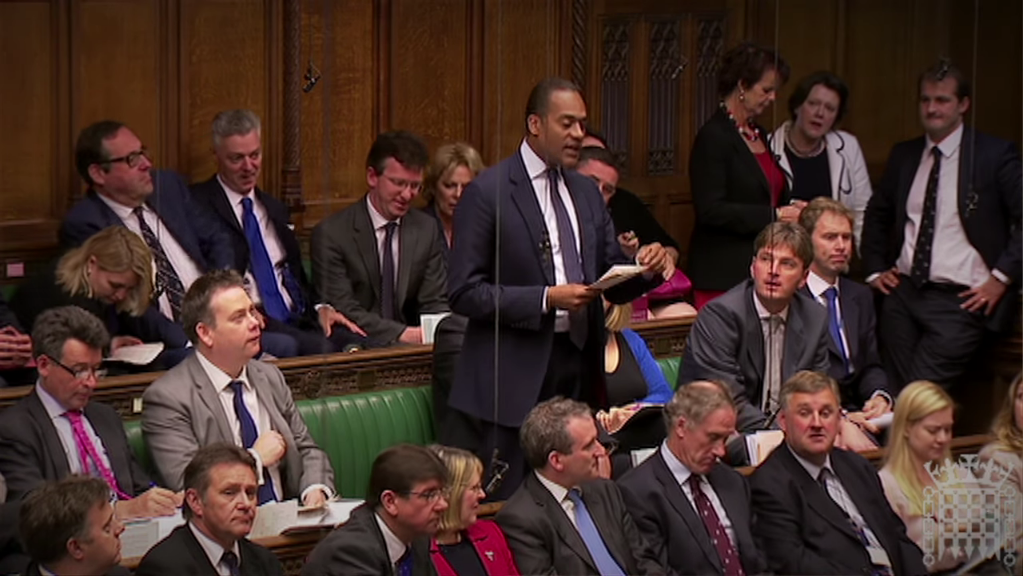
2012년 10분 규칙 토론에서 발언하는 애덤 앨프리비 의원

10분 규칙 (Ten Minute Rule, 텐 미닛 룰) 또는 의회수칙 제23조 (Standing Order No. 23)은 영국 의회에서 시행되는 입법 절차로, 각 회기당 기본으로 허용되는 법안수 20개와 더불어 일반의원 법안이 추가로 발의될 수 있도록 하는 절차다. 특정 법안에 독회가 우선 돌아가도록 할 수 있는 수단 중 하나로 쓰인다. 10분이라는 이름은 해당 절차를 진행하는 데 있어 10분의 시간이 주어진다 하여 붙은 말이다.

## 법안 발의
영국 국회의원이라면 누구든 10분 규칙에 따라 법안을 발의할 수 있다. 다만 실제로는 백벤처, 즉 뒷자리 의원 내지는 평의원들만 활용하는 절차다. 10분 규칙에 따라 법안을 발의하기 위해서는 우선 그것을 논의하려는 의원이 직접 공공법안사무처에 법안을 신청해 통과되어야 하며, 원하는 발의일로부터 근무일 15일 전 (대략 3주 전)의 화요일과 수요일 아침에만 제출할 수 있다. 10분 규칙 이외의 방법으로는 일반의원 법안 발의가 어렵고, 또 10분 규칙 자체도 인기가 많기 때문에, 자기 차례를 확보하기 위해 공공법안사무처 외부에서 하룻밤을 묵는 사례까지 있다고 알려져 있다. 2014년에는 대기행렬에 있던 세 명의 의원이 돌아가면서 한사람은 자리를 지키고 나머지 두사람은 취침하는 식으로 밤을 새기도 했다.

## 토론
이렇게 확보한 10분 규칙 토론은 화요일과 수요일쯤 하원 본회의장에서 총리 질의응답 시간이 끝난 뒤인 12시 45분경에 시작된다. 차례를 확보한 의원들이 법안을 제출하고, 그것의 가치에 관하여 다른 의원들을 설득하는 과정을 10분간의 발언시간을 통해 진행한다. 10분이 지나면 다른 의원이 나서 추가로 10분동안 해당 법안을 반대한다고 발언할 수 있다. 그런 뒤에는 하원 의장이 나서 해당 법안이 2차 독회를 거치도록 할지, 즉 나중에 다시 논의할지를 묻는 구두 투표를 진행한다. 반대 의견이 적잖다고 생각되는 경우 의장은 의원 찬반을 가려 그 수를 기록한다. 하지만 10분 규칙 토론은 반대 의견이 없는 경우가 많아 이때쯤 되면 토론을 생략하고 그대로 통과된다. 이는 각 의원들이 해당 법안 내용을 검토할 시간이 충분치 않기 때문이기도 하다.

## 법안 통과까지의 진행과정
10분 규칙 절차가 통과되면 해당 법안은 의회사무처 등록법안에 추가된다. 이제는 다른 일반의원 법안과 함께 회의에 회부되지만 우선권은 낮다. 해당 법안을 발의한 의원은 의장에게 2차 독회의 날짜를 전달해야 한다. 법안은 2차 독회가 열리기 직전에 널리 인쇄 배포된다.
하지만 10분 규칙에 따라 발의된 법안이 진전을 보이는 경우는 드문데, 후반단계에 이르면 정부가 일반의원 법안에 반대하는 경우가 적지 않고, 애초에 우선순위에서도 불리해 모든 입법절차가 마무리될까지의 토론시간이 불충분할 때가 많기 때문이다. 그래서 10분 규칙에 따른 입법안은 대의를 위해 매스컴의 주목을 끌기도 한다. 특히 각 언론이 제일 주목하는 질의응답 다음에 10분 규칙 토론이 이어지고, BBC 팔리아먼트에서는 생방송까지 진행한다는 이유도 있다. 아니면 다른 법안을 발의할 때 도입할 수 있는 사안들에 관해 의회의 여론을 가늠하기도 하였다.
허나 10분 규칙에 따라 발의된 법안이 모두 계류되는 것은 아니고, 의회의 모든 단계를 거쳐 국왕의 재가까지 이르는 경우도 있다. 1945년부터 영국 국회법은 총 60여 차례에 걸쳐 통과되었는데 이들은 처음에는 10분 규칙에 따라 통과된 것들이었다. 가장 최근의 사례로는 2002년 영국 이혼법이 있다.
10분 규칙에 따라 발의된 법 중에서 대표적인 사례로는 1999년 대이라크 군사행동 의회승인법이 있는데, 2차 독회로 진행하는 과정에서 여왕 재가가 거절되어 유명해진 사례다.